# Freixo de Baixo
Freixo de Baixo era una freguesia portuguesa del municipio de Amarante, distrito de Oporto.

## Historia
La parroquia de Freixo de Baixo es de fundación muy antigua, habiendo pertenecido al Mosteiro dos Cónegos Regrantes de Santo Agostinho, fundado por Gotinha Godins, casada con D. Egas Hermiges, el Bravo. Se piensa que existía ya en 1120.
Fue suprimida el 28 de enero  de 2013, en aplicación de una resolución de la Asamblea de la República portuguesa promulgada el 16 de enero de 2013 al unirse con la freguesia de Freixo de Cima, formando la nueva freguesia de Freixo de Cima e de Baixo.

## Patrimonio
- Igreija do Divino Salvador (Freixo de Baixo): La Iglesia Románica de Freixo de Baixo es una de las más detalladas en el estilo artístico existente en el Municipio de Amarante. Considerada Monumento Nacional desde 1935, tiene una construcción del siglo XII. Debido a su amplia torre fortificada se la considera dentro de las Obras Religiosas Fortificadas.